# Lagerborg (adelsätt)
Lagerborg var en adelsätt med rötter från Roslagen, där Olof Olofsson Skragges söner Daniel och Olof Olofsson Skragge, år 1719 adlades Lagerborg. Ätten Lagerborg har samma ursprung som friherrliga ätten Hermelin.

## Historia
Olof Olofsson Lagerborgs son Carl Lagerborg (1710–1770) var vice president vid Åbo hovrätt och blev far till lagmannen i Åbo och Björneborgs lagsaga Johan Adolf Lagerborg (1753–1805) och överstelöjtnantnen Fredrik Wilhelm Lagerborg (1755–1821). Under den senare immatrikulerades ätten på Finlands riddarhus 26 januari 1818 under nr 105 bland adelsmän. En son till Fredrik Vilhelm Lagerborg var landshövdingen Robert Wilhelm Lagerborg.
Den svenska grenen utslocknade på svärdssidan med Daniel Lagerborgs ättling i fjärde led, hemmansägaren i Nederkalix Gustaf Vilhelm Lagerborg (1831–1872).

## Släktträd (urval)
- Olof Olofsson Skragge
  - Olof Lagerborg (Skragge) (1670–1736), militär 
    - Carl Lagerborg (1710–1770), jurist
      - Johan Adolf Lagerborg (1753–1802), jurist
      - Fredrik Wilhelm Lagerborg (1755–1821), militär
        - Robert Wilhelm Lagerborg (1796–1849), militär och landshövding
          - Robert Lagerborg (1835–1882), tidningsman
            - Signe Lagerborg-Stenius (1870–1968), arkitekt

          - Hjalmar Lagerborg (1842–1910), ingenjör och ämbetsman
            - Rolf Lagerborg (1874–1959), filosof
              - Teodora Lagerborg (1914–1988), balettdansare

  - Daniel Lagerborg (Skragge) (1686–1751), militär